# Zypressenähnliche Schuppenfichte
Die Zypressenähnliche Schuppenfichte oder Zypressen-Schuppenfichte (Athrotaxis cupressoides) ist eine Pflanzenart aus der Gattung der Schuppenfichten (Athrotaxis) in der Familie der Zypressengewächse (Cupressaceae). Der immergrüne Nadelbaum ist in Tasmanien heimisch.

## Beschreibung
Die Zypressenähnliche Schuppenfichte ist ein immergrüner Baum und erreicht Wuchshöhen von 6 bis 15 m. Die Baumkrone ist breit säulenförmig mit aufsteigenden Ästen. Die Borke ist braungrau. Die Zweige sind dick und etwas fleischig; sie stehen in Dreierquirlen. Die schuppenförmigen Blätter sind etwa 3 bis 4 mm lang. Sie sind stumpf, dunkelgrün und überlappen sich dachziegelartig.
Die zypressenähnliche Schuppenfichte ist einhäusig (monözisch). Die männlichen Zapfen sitzen an den Zweigenden, sind 3 mm groß und kugelig mit 2 bis 4 Pollensäcken. Die weiblichen Zapfen sitzen hängend am Ende von Seitentrieben. Sie sind 0,5 bis 1,5 cm lang, orange und kugelig. Die Schuppen sind verdickt und besitzen einen flachen dreieckigen, zurückgebogenen Umbo. Die Samen sind geflügelt mit zwei geraden Flügeln. Die Keimlinge bilden zwei Keimblätter (Kotyledonen). Die Keimung erfolgt epigäisch.
Die Baumart ist sehr langlebig; es sind mehrere Exemplare mit einem Alter von über 1000 Jahren bekannt.

## Verbreitung
Die Art ist in Tasmanien endemisch. Sie kommt in Höhenlagen von 640 bis 1067 m ü. NN im westlichen Teil der Insel vor, unter anderem am Lake Saint Clair. Die Vorkommen liegen nahe der Baumgrenze, oft oberhalb der Baumgrenze der Eukalypten.

## Systematik
Die Art wurde 1838 durch den britischen Botaniker David Don erstbeschrieben.